# Il circo è fallito
Il Circo è fallito (The Chimp) è un cortometraggio del 1932 diretto da James Parrott con Stanlio e Ollio.

## Trama
Stanlio (Stan Laurel) e Ollio (Oliver Hardy) lavorano in un circo in pessime condizioni economiche. Mentre preparano un numero con un cannone, involontariamente fanno crollare il tendone, causando così il fallimento del circo. Il titolare del circo, impossibilitato a risarcire di tasca propria i dipendenti, decide di ripagarli dando ad ognuno di essi un animale estratto a sorte. A Stanlio toccano delle pulci ammaestrate mentre ad Ollio uno scimpanzé femmina di nome Ethel (Charles Gemora). Dopo aver costruito una gabbia di legno, Stanlio e Ollio cercano di farvi entrare dentro la scimmia ma qualcosa va storto ed i due, insieme alla scimmia, sono costretti a fuggire alla vista di un leone spuntato fuori dal tendone.
Entrambi si rifugiano in un hotel, inseguiti dal feroce leone, chiamato da Stanlio come la "Metro Goldwyn" (in originale come la MGM e nel secondo doppiaggio come la "Metro Goldwyn Mayer"). Il padrone (Billy Gilbert) dell'hotel, infuriato perché sua moglie, che si chiama anche lei come Ethel, non è ancora rientrata a casa nonostante l'ora tarda, ordina ai due di non tenere animali nell'albergo come prevede il regolamento. Dopo vari tentativi, però, i due amici riescono a far salire la scimmia nella stanza ma la scimmia rende le cose complicate, prima pretende di dormire nel letto di Ollio e poi vuole che si tenga la luce accesa. Poco dopo un cliente della stanza a fianco accende un fonografo e la scimmia, presa dalla musica, comincia a ballare, costringendo Stanlio a seguirla nella danza. Ollio, infastidito, comincia a gridare "Ethel, vieni a letto!" cosicché l'albergatore, dopo aver udito il nome Ethel, crede sia riferito alla moglie ed, allora, presa la pistola, si precipita nella stanza dove si trovano i tre, e inizia a rimbrottare, minacciando la scimmia coricata nel letto sotto le coperte credendola la moglie. A questo punto fa ritorno la vera Ethel (Dorothy Granger) e, all'albergatore, distratto dall'arrivo di sua moglie, cade la pistola. Stanlio e Ollio cercano di far uscire la scimmia dalla stanza ma l'animale prende la pistola e inizia a sparare all'impazzata, creando una grande confusione e facendo scappare tutti.

## Produzione
Oltre che negli Hal Roach Studios di Culver City, le scene inerenti al tendone del circo vennero girate a Los Angeles lungo Robertson Boulevard, all'incrocio fra Beverlywood Street e David Avenue, dove ai tempi sorgeva l'Arnaz Ranch.

## Curiosità
- Il cortometraggio è conosciuto anche col titolo Lo scimpanzé, per la versione doppiata da Fiorenzo Fiorentini e Carlo Croccolo, mentre per un film di montaggio del 1964, di cui è il pezzo principale, gli è stato attribuito il titolo: Stanlio & Ollio eroi del circo.
Di quest'ultima versione è reperibile locandina e film (che si trova in vecchie vhs).
- Nella versione italiana Destructo viene chiamato "Ursus".

## Citazioni
- Le avventure di Stanlio e Ollio, montaggio del 1950 includente anche Sotto zero, Un nuovo bell'imbroglio e Andiamo a lavorare.
- Ridiamo con Stanlio & Ollio, montaggio del 1961 includente anche il corto Annuncio matrimoniale.